# Alfonso Carrillo de Acuña
Alfonso Carrillo de Acuña (Carrascosa del Campo, 11 agosto 1413 – Alcalá de Henares, 1º luglio 1482) è stato un arcivescovo cattolico e politico spagnolo.
Era figlio di Lope Vázquez de Acuña, massimo responsabile del Honrado Concejo de la Mesta, appartenente alla famiglia De Acuña, e di Teresa Carrillo de Albornoz, nativa di Carrascosa del Campo.

## Biografia
La famiglia materna, con ecclesiastici tra gli ascendenti, apparteneva al municipio di Carrascosa del Campo, e quella di suo padre era d'origine portoghese. La sua educazione si sviluppò sotto l'influenza dello zio, il cardinale Alfonso Carrillo de Albornoz. Quando questi venne meno, nel 1434, egli ricevette l'incarico di protonotario apostolico del papa Eugenio IV, entrando nel Consiglio reale di Giovanni II di Castiglia. Fu nominato vescovo di Sigüenza nel 1440 e arcivescovo di Toledo nel 1446.
Fu nominato pseudocardinale diacono di Sant'Eustachio nel concistoro del 12 aprile 1440, ma declinò la promozione.

### Vita politica

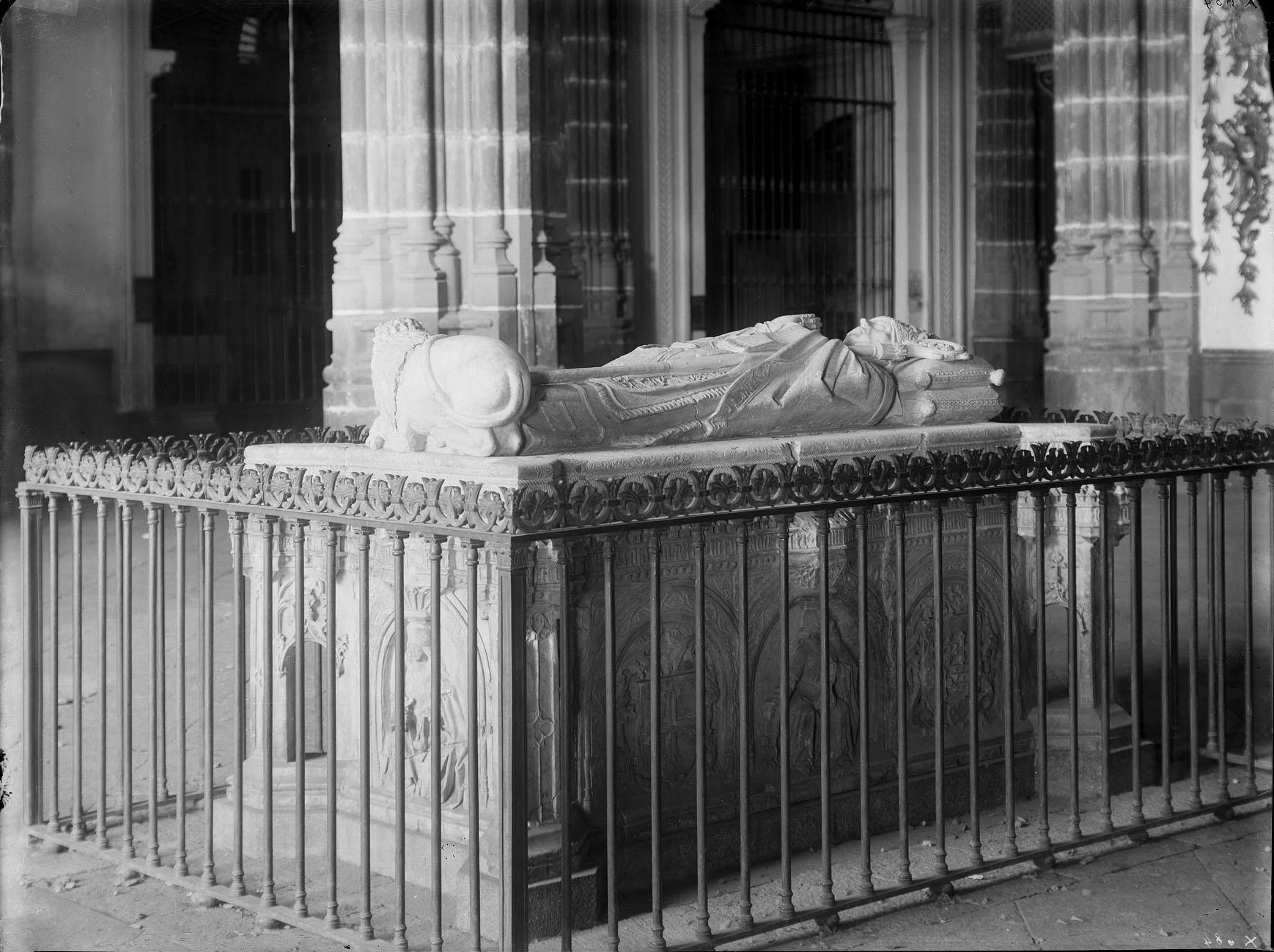
Tomba dell'arcivescovo Carrillo (Jean Laurent ca. 1870) a Alcalá de Henares.

La sua influenza nella vita politica del regno di Castiglia, sotto i re Giovanni II (1406 - 1454), Enrico IV (1454 - 1474) e con i re cattolici fu enorme; la sua opinione fu molto variabile, adattandosi alle circostanze.
Dopo l'esecuzione del favorito Álvaro de Luna nel 1453, Carrillo appoggiò Juan Pacheco, marchese di Villena, il favorito del nuovo re Enrico IV e compì missioni diplomatiche per lui in Francia, arrivando a ottenere un grande potere e superando molti nobili.
La sua avidità e l'ambizione lo portarono ad opporsi al re, dal momento in cui questi scelse di cambiare preferito, allontanando Pacheco e scegliendo Beltrán de la Cueva e i suoi alleati Mendoza, acerrimi nemici di Carrillo.
A partire dal 1462, Carrillo fu il principale istigatore del partito dei nobili castigliani che voleva detronizzare il re e sostituirlo con il fratellastro, l'infante Alfonso, e partecipò molto attivamente nella farsa di Ávila. Iniziò una lunga e sanguinosa guerra civile in Castiglia. Quando nell'estate del 1468 l'infante morì, gli successe la sorella Isabella come pretendente al trono e aveva come principale consulente per l'arcivescovo Carrillo, che insieme a Pierres de Peralta (Pedro de Peralta y Ezpeleta) svolse un ruolo importante nella definizione del suo matrimonio con Ferdinando II di Aragona, nell'ottobre 1469.
Quando i Re cattolici salirono al potere, alla morte di Enrico IV nel dicembre del 1474, subito si scontrarono con i loro interessi. Carrillo non accettava il trattamento autoritario dei monarchi né l'ascesa a cancelliere del regno del cardinale Pedro González de Mendoza, un vecchio avversario di Carrillo. Questa situazione lo portò a scontrarsi con i Mendoza, scontro che perse nella successiva guerra di successione castigliana (1475-1479). Cambiando completamente la sua politica, Carrillo entrò nel campo guidato dal re del Portogallo, che sosteneva i diritti al trono castigliano di sua nipote, la principessa Giovanna contro Isabella la Cattolica.
La guerra fu lunga e crudele, ma all'inizio del 1479 un'offensiva da parte dei Re cattolici sconfisse definitivamente i portoghesi e costrinse Carrillo a sottomettersi e ad accettare le guarnigioni reali in tutte le fortezze che controllava, per continuare ad essere arcivescovo di Toledo.
Morì nel suo palazzo arcivescovile di Alcalá de Henares.
Ancor giovane, ebbe due figli illegittimi: Troylos Carrillo, poi conte di Agosta, e Lope Vasquez de Acuña

## Successione apostolica
La successione apostolica è:
- Vescovo Pedro García de Montoya Huete (1454)
- Cardinale Pedro González de Mendoza (1454)